# Coachaca Grande
Coachaca Grande ist eine Ortschaft im Departamento Cochabamba im südamerikanischen Anden-Staat Bolivien.

## Lage im Nahraum
Coachaca Chico ist fünftgrößter Ort des Kanton Vinto im Municipio Vinto in der Provinz Quillacollo. Die Ortschaft liegt am westlichen Ende der Ebene von Cochabamba auf einer Höhe von 2601 m am nördlichen, linken Ufer des Río Huallaquea, drei Kilometer vor seiner Mündung in den Río Rocha, den Hauptquellfluss des bolivianischen Río Grande.

## Geographie
Coachaca Grande liegt zwischen der bolivianischen Cordillera Central und der Cordillera Oriental im Übergangsbereich zum bolivianischen Tiefland.
Die mittlere Durchschnittstemperatur der Region liegt bei etwa 18 °C (siehe Klimadiagramm Cochabamba) und schwankt nur unwesentlich zwischen 14 °C im Juni und Juli und 20 °C im November. Der Jahresniederschlag beträgt etwa 450 mm, bei einer ausgeprägten Trockenzeit von Mai bis September mit Monatsniederschlägen unter 10 mm und einem Regenmaximum im Januar mit 120 mm Monatsniederschlag.

## Verkehrsnetz
Coachaca Grande liegt in einer Entfernung von einundzwanzig Straßenkilometern westlich von Cochabamba, der Hauptstadt des Departamentos.
Von Cochabamba aus führt die asphaltierte Nationalstraße Ruta 4 in westlicher Richtung über die Stadt Quillacollo in Richtung Sipe Sipe. Fünf Kilometer südwestlich vom Stadtzentrum Quillacollo zweigt von der Hauptstraße nach der Überquerung des Río Huallaquea am Schwimmbad eine Straße nach Nordwesten ab, die dann nach etwa zwei Kilometern auf der nördlichen Seite des Río Huallaquea Coachaca Grande erreicht.

## Bevölkerung
Die Einwohnerzahl der Ortschaft ist im Jahrzehnt zwischen den beiden letzten Volkszählungen auf fast das Dreifache angestiegen:
| Jahr | Einwohner         | Quelle       |
| ---- | ----------------- | ------------ |
| 1992 | keine Detaildaten | Volkszählung |
| 2001 | 265               | Volkszählung |
| 2012 | 743               | Volkszählung |
| 2024 |                   | Volkszählung |

Die Region weist einen hohen Anteil an Quechua-Bevölkerung auf, im Municipio Sipe Sipe sprechen 83,9 Prozent der Bevölkerung Quechua.